# Claude Antoine Simon Vermot
Pour les articles homonymes, voir Vermot.
Claude Antoine Simon Vermot, né le 25 décembre 1759 à Montlebon (Doubs), mort le 3 février 1806 à Peuerbach (Autriche), est un militaire français de la Révolution et de l’Empire.

## États de service
Il entre en service le 18 janvier 1781, comme canonnier au régiment d’artillerie de La Fère, et il devient sergent le 25 septembre 1787. En 1792 et 1793, il fait les campagnes de l’armée des Alpes, et il est nommé sergent-major le 5 août 1793, puis lieutenant en second le 10 du même mois.
De l’an II à l’an VI, il fait les campagnes de l’armée d'Italie, il passe lieutenant en premier le 14 août 1794, et il reçoit son brevet de capitaine en second le 20 avril 1796, dans la 11e compagnie d’ouvriers d’artillerie. Capitaine en premier le 17 novembre 1797, il est désigné en 1798, pour faire partie de la campagne d'Égypte et de Syrie. Il prend part aux batailles des Pyramides le 21 juillet 1798, et d’Aboukir le 25 juillet 1799. Il est nommé chef de bataillon le 8 juillet 1799.
De retour en France après la signature du traité d’El-Arich, il passe avec son grade dans le 5e régiment d’artillerie à pied, en garnison à Metz. Il est promu chef de brigade le 21 janvier 1803, puis colonel directeur d’artillerie à Toulouse le 18 avril suivant, mais sans avoir eu le temps de rejoindre son poste, il est envoyé à Douai pour y être employé sous les ordres du général Faultrier. 
Peu de temps après, il rejoint l’armée des côtes de l'Océan sous le commandement du général Soult, avec les mêmes fonctions. Il est fait chevalier de la Légion d'honneur le 11 décembre 1803, et officier de l’ordre le 14 juin 1804.
En 1805, il est nommé directeur du parc d’artillerie de campagne de la Grande Armée, et il meurt le 3 février 1806, à Peuerbach en haute Autriche. Le 14 février suivant, sa mort n’étant pas encore connu, il est nommé directeur d’artillerie à Strasbourg, sur recommandation du général Songis.

## Sources
- A. Lievyns, Jean Maurice Verdot, Pierre Bégat, Fastes de la Légion-d'honneur, biographie de tous les décorés accompagnée de l'histoire législative et réglementaire de l'ordre, Tome 4, Bureau de l’administration, 1844, 640 p. (lire en ligne), p. 97.
- Thierry Choffat, Jean-Marie Thiébaud et Gérard Tissot, Les Comtois de Napoléon : Cent destins au service de l'Empire, Cabédita, collection Archives vivantes, 2006, p. 243-244
- Danielle Quintin et Bernard Quintin, Dictionnaires des colonels de Napoléon, S.P.M., 2013, 978 p. (ISBN 978-2-296-53887-0, lire en ligne)
- Claude Antoine Simon Vermot  sur roglo.eu
- Arthur Chuquet, La jeunesse de Napoléon, Toulon, Armand Colin et Cie, éditeurs, Paris, 1899, 354 p. (lire en ligne), p. 294.